# Martin von Dunin
Martin von Dunin, född 11 november 1774, död 26 december 1842, var en tysk-polsk prelat.
von Dunin blev 1831 ärkebiskop av Gnesen och Posen. År 1837 slöt han sig till von Droste zu Vischering under dennes strid med preussiska regeringen i fråga om blandade äktenskap, och 1838 utfärdade han ett hemligt herdabrev, i vilket han hotade att avsätta varje präst, som vid blandade äktenskap förrättade vigseln utan föregående försäkran om barnens uppfostran i katolska läran. Till följd av detta brev blev han 1839 kallad till Berlin och genom domstols utslag avsatt från ärkebiskopsämbetet. När han samma år i hemlighet återvände till Posen, häktades han och fördes till Kolberg. År 1840 fick han på vissa villkor åter övertaga sitt stift.